# Trigonometopus gressitti
Trigonometopus gressitti är en tvåvingeart som beskrevs av Mitsuhiro Sasakawa 2002. Trigonometopus gressitti ingår i släktet Trigonometopus och familjen lövflugor.
Artens utbredningsområde är Taiwan. Inga underarter finns listade i Catalogue of Life.